# Apithecia viridata
Apithecia viridata is een vlinder uit de familie van de spanners (Geometridae). De wetenschappelijke naam van de soort is voor het eerst geldig gepubliceerd in 1868 door Moore.
Deze nachtvlinder komt voor in India, Nepal, Bhutan, China and Taiwan.
vondst Apithecia viridata in Nepal